# Epidromia pannosa
Epidromia pannosa là một loài bướm đêm trong họ Erebidae.